# Franz Vranitzky
Franz Vranitzky (ur. 4 października 1937 w Wiedniu) – austriacki ekonomista i polityk, parlamentarzysta, od 1984 do 1986 minister finansów, w latach 1988–1997 przewodniczący Socjaldemokratycznej Partii Austrii (SPÖ), kanclerz federalny Austrii w latach 1986–1997.

## Życiorys
Urodził się w Wiedniu w rodzinie robotniczej. W młodości uprawiał koszykówkę, był członkiem austriackiej reprezentacji narodowej w tej dyscyplinie. W 1960 ukończył studia w Wyższej Szkole Handlu Światowego w Wiedniu. Doktoryzował się na tej samej uczelni w 1969. Przez krótki okres zatrudniony w zakładach Siemens-Schuckert. W latach 1961–1970 pracował w Austriackim Banku Narodowym (OeNB), następnie zaś jako doradca do spraw gospodarczych i finansowych w ministerstwie finansów (1970–1976) oraz wiceprzewodniczący zarządu Creditanstalt-Bankverein AG (1976–1981). Od 1981 do 1984 był dyrektorem generalnym Länderbanku AG.
W 1962 wstąpił do Socjalistycznej Partii Austrii (SPÖ). We wrześniu 1984 został powołany przez kanclerza Freda Sinowatza na stanowisko ministra finansów w jego gabinecie. Po jego rezygnacji w czerwcu 1986 objął urząd kanclerza federalnego, którym pozostał do stycznia 1997. W trakcie urzędowania Austria przystąpiła do Unii Europejskiej. W okresie 1988–1997 stał na czele SPÖ, która pod jego kierownictwem w 1991 przyjęła nazwę Socjaldemokratyczna Partia Austrii. Był także jednym z wiceprzewodniczących Międzynarodówki Socjalistycznej. W XVII, XVIII, XIX i XX kadencji przez krótki okres wykonywał mandat posła do Rady Narodowej.
W 1997 odszedł ze wszystkich funkcji politycznych. W tym samym roku był specjalnym wysłannikiem OBWE w Albanii. Od 1997 do 2010 pracował jako konsultant w banku WestLB. W 2004 opublikował książkę Politische Erinnerungen, poświęconą jego wspomnieniom politycznym. W 2010 został wiceprzewodniczącym InterAction Council, międzynarodowego think tanku grupującego byłych szefów rządów i głowy państw, który założył Takeo Fukuda.
W 1993 był inicjatorem, następnie zaś został honorowym przewodniczącym Forum Bruno Kreisky'ego na rzecz Międzynarodowego Dialogu. Uzyskał honorowe doktoraty Uniwersytetu Ekonomicznego w Wiedniu (1991), Uniwersytetu Hebrajskiego w Jerozolimie (1993), Universidad de Santiago de Chile (1993) oraz Uniwersytetu Ekonomicznego w Bratysławie (1996). Wyróżniony m.in. Nagrodą Karola Wielkiego (1995).
Żonaty z Christine Vranitzky, z którą ma córkę i syna.

## Odznaczenia
- Wielka Złota Odznaka Honorowa na Wstędze Odznaka Honorowa za Zasługi dla Republiki Austrii[4]
- Wielka Złota Odznaka Honorowa za Zasługi Landu Wiedeń[4]
- Bawarski Order Zasługi[4]
- Krzyż Wielki Orderu Zasługi (Chile)[4]
- Krzyż Wielki Orderu Zasługi Republiki Federalnej Niemiec (Niemcy)[4]
- Krzyż Wielki Order Zasługi Republiki Włoskiej (Włochy)[4]
- Krzyż Wielki Orderu Odrodzenia (Jordania)[4]
- Wielki Krzyż z Brylantami Orderu Zasługi Księstwa Liechtenstein (Liechtenstein)[4]
- Krzyż Wielki Klasy Specjalnej Orderu Pro Merito Melitensi (Zakon Maltański)[4]
- Krzyż Wielki Orderu Oranje-Nassau (Holandia)[4]
- Krzyż Wielki Orderu Izabeli Katolickiej (Hiszpania)[4]
- Krzyż Wielki Orderu Makariosa III (Cypr)[4]